# نانا اتاكورا غايان
نانا اتاكورا غايان (27 مارس 1989 في كندا - ) هو لاعب كرة قدم كندي في مركز الدفاع. شارك مع منتخب كندا تحت 17 سنة لكرة القدم ومنتخب كندا تحت 20 سنة لكرة القدم ومنتخب كندا لكرة القدم. أما مع النوادي، فقد لعب مع دي.سي. يونايتد وسان خوسيه إيرثكويكس ونادي تورونتو وهكا وسان أنتونيو سكوربيونز وفورت لودردايل سترايكرز وFort Lauderdale Strikers (2006–2016) ‏.

## وصلات خارجية
- نانا اتاكورا غايان على موقع الدوري الأمريكي (الإنجليزية)
- نانا اتاكورا غايان على موقع قاعدة بيانات كرة القدم.إي يو (الإنجليزية)
- نانا اتاكورا غايان على موقع ناشيونال فوتبول تيمز (الإنجليزية)
- نانا اتاكورا غايان على موقع Soccerway.com (الإنجليزية)